# Kalisalak (Kebasen)
Kalisalak is een bestuurslaag in het regentschap Banyumas van de provincie Midden-Java, Indonesië. Kalisalak telt 8925 inwoners (volkstelling 2010).